# Gräberfeld von Särestad

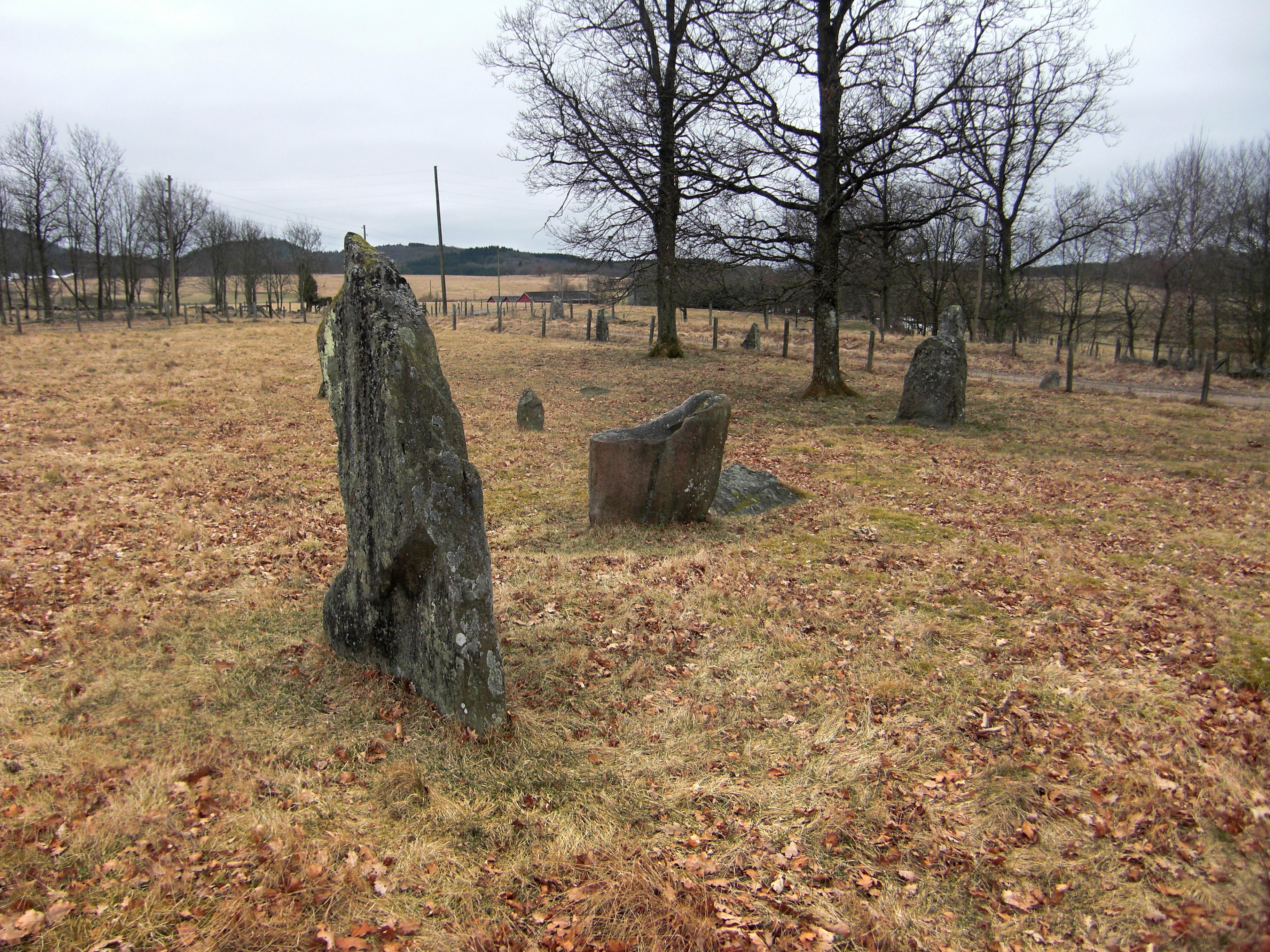
Bautasteine auf dem Gräberfeld

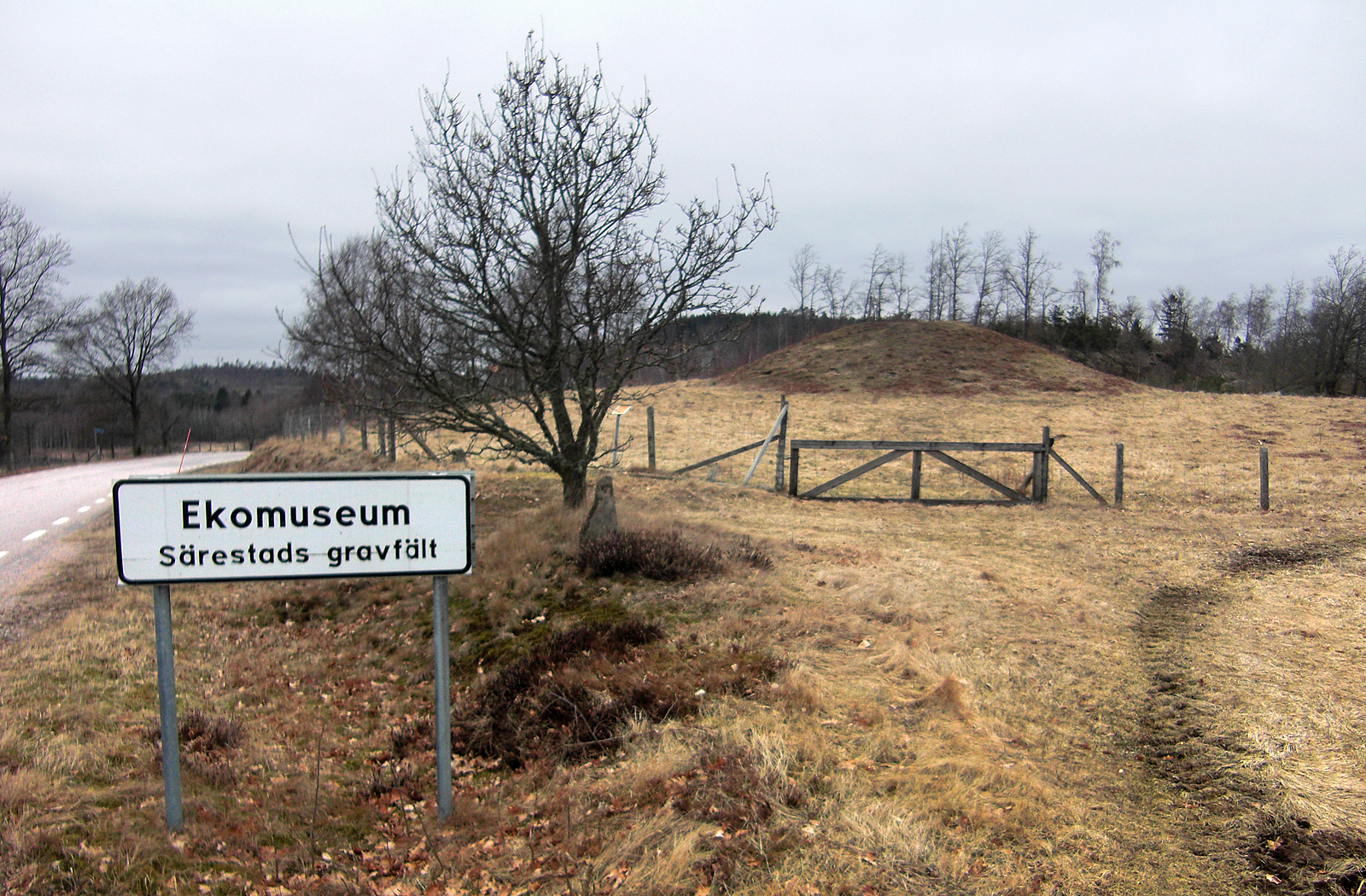
Hagbards kulle – im Hintergrund

Das Gräberfeld von Särestad liegt nördlich von Asige, bei Falkenberg in Halland in Schweden.
Auf dem eisenzeitlichen Gräberfeld stehen/liegen etwa vierzig Bautasteine, zehn Grabhügel und ein Treudd. Hier sind Personen begraben, die während der Bronze- und Eisenzeit (1500 v. Chr. bis 650 n. Chr.) in der Nähe von Särestad lebten.

## Hagbards kulle

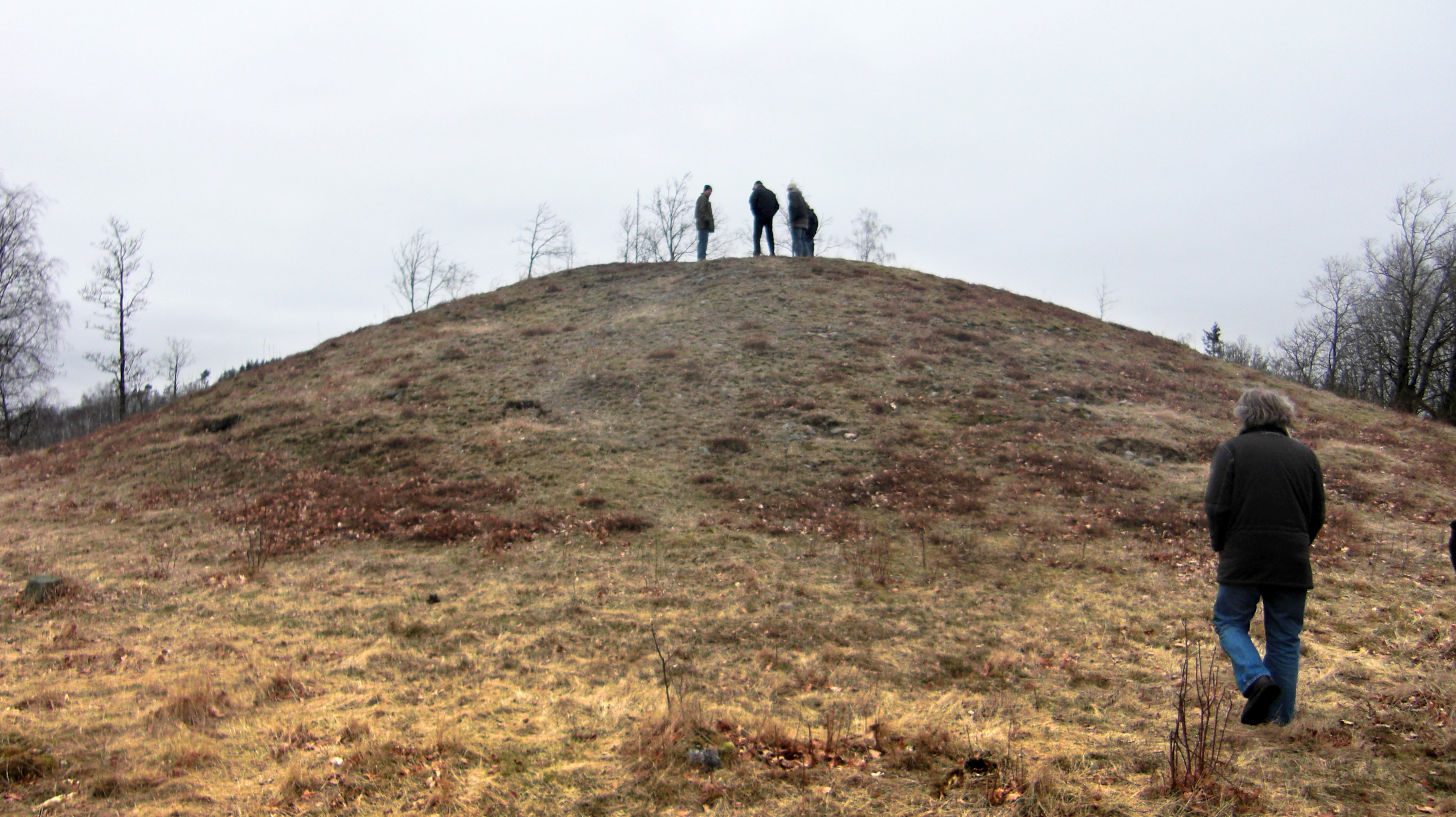
Hagbards kulle

Im Hagbards kulle, dem benachbarten großen Grabhügel, befindet sich eine mit Erde bedeckte Röse vom Ende der Bronze- oder aus der Wikingerzeit (850–1050 n. Chr.). Der Hügel hat etwa 6 Meter Höhe und 35 Meter Durchmesser und wird mit Hagbard aus der Nordischen Mythologie in Verbindung gebracht.
Das Gräberfeld und der separate Grabhügel wurden archäologisch nicht untersucht.
In der Nähe steht Hagbards galge. Es gibt einen Hagbards Høj in Dänemark und die Schiffssetzung von Agnes in Norwegen wird Hagbards grav genannt.